# Даболим (аэропорт)
Аэропорт Даболи́м (англ. Dabolim Airport) (ИАТА: GOI, ИКАО: VOGO) — аэропорт, расположенный в районе деревни Даболим, Гоа, Индия. Состоит из двух терминалов, один из которых имеет статус международного. Был единственным аэропортом в штате до 5 января 2023 года, пока не открылся новый аэропорт Манохар.

## Описание
Аэропорт является частью военной авиабазы «Ханса» ВМС Индии. Построен португальским колониальным правительством в 1950-х годах.

## История

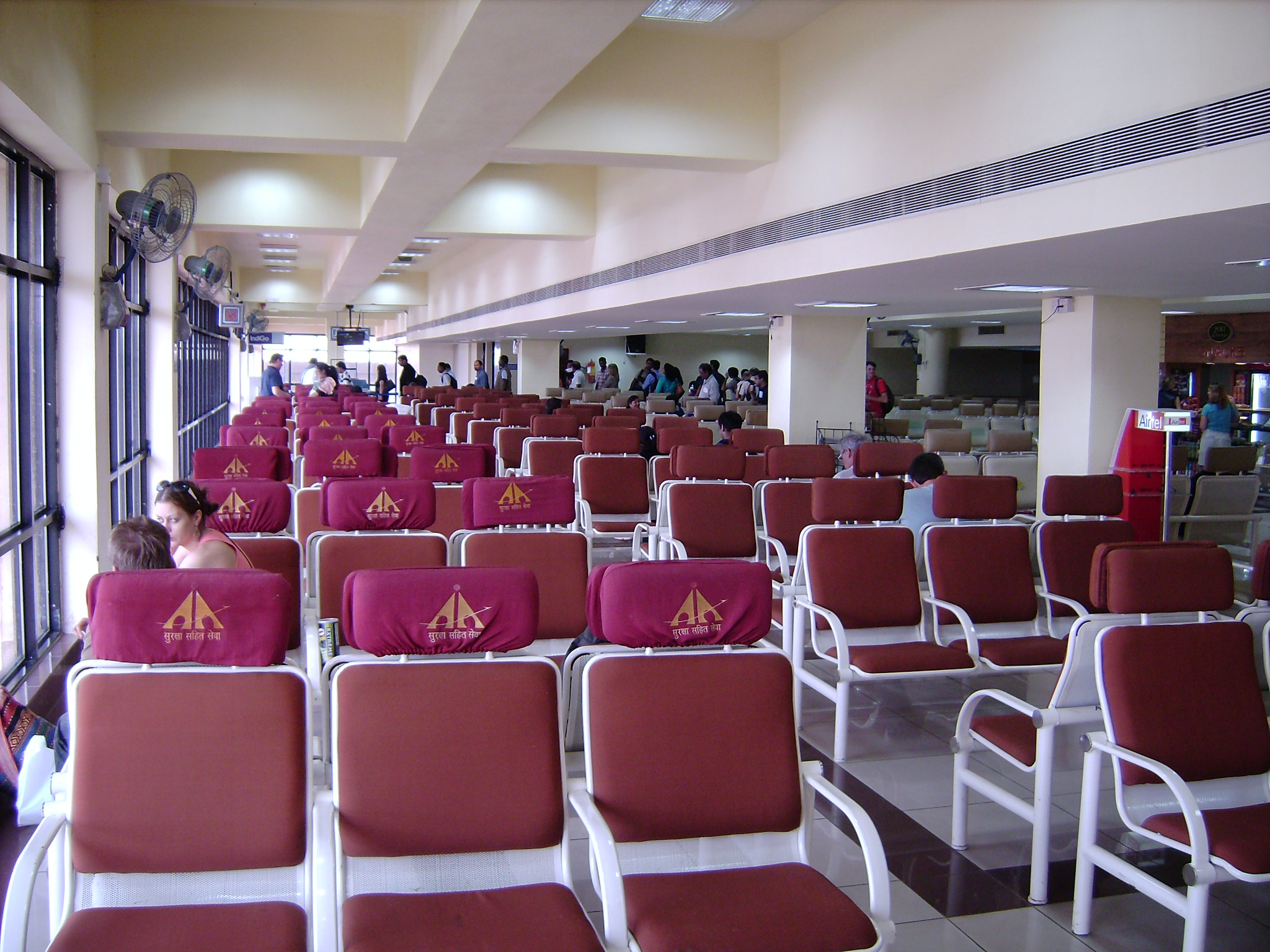
Зал ожидания аэропорта.

Аэропорт построен правительством Португальской Индии в 1950-е годы на площади в 101 гектар в качестве основного транспортного хаба для обслуживания собственных авиалиний TAIP Transportes Aéreos da Índia Portuguesa, которые до 1961 года совершали регулярные рейсы, обслуживая Даман и Диу, Карачи, Мозамбик, Тимор и прочие направления региона. В ходе индийской военной аннексии Гоа 1961 года аэропорт подвергся бомбардировке индийскими ВВС, в результате чего часть строений была разрушена. Два гражданских борта, находящихся на территории аэропорта — один португальской TAP Portugal, другой TAIP — смогли ночью совершить экстренный перелёт в Карачи.
В апреле 1962 года аэропорт был оккупирован подразделением авиации ВМС Индии. В результате этих действий он окончательно перешёл в руки индийцев.

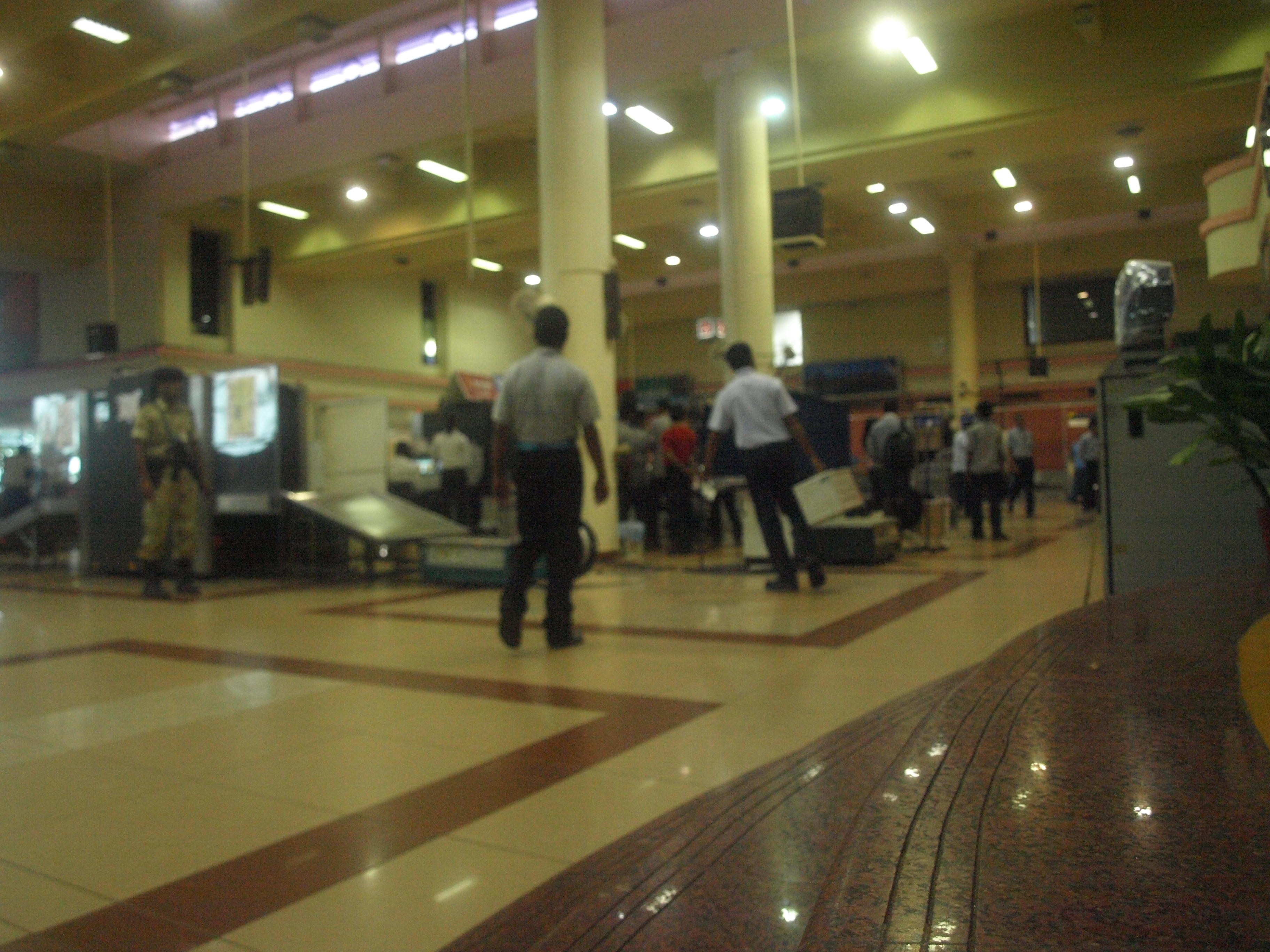
Внутри помещения аэропорта.

Первые международные — не португальские — туристы в Гоа попали в начале 1960-х годов, это были хиппи. Поначалу добираясь сюда длинным окружным путём, на автотранспорте, морскими перевозками, автостопом или железными дорогами, из Бомбея или Пуны, туристы ставили своей целью проживание на пустынных, никому тогда неизвестных пляжах Северного Гоа. Постоянные рейсы гражданских авиалиний Air India установлены с 1966 года, после восстановления ВПП и её приспособления для приёма самолётов на реактивной тяге. Автодороги и железнодорожное сообщение остаётся основным способом сообщения с окружающим миром для местного населения, которому, как правило, не по карману авиабилеты. По земле дорога до Мумбая или Бангалора сегодня занимает 12—15 часов (вместо 24 часов в 1960-е годы).

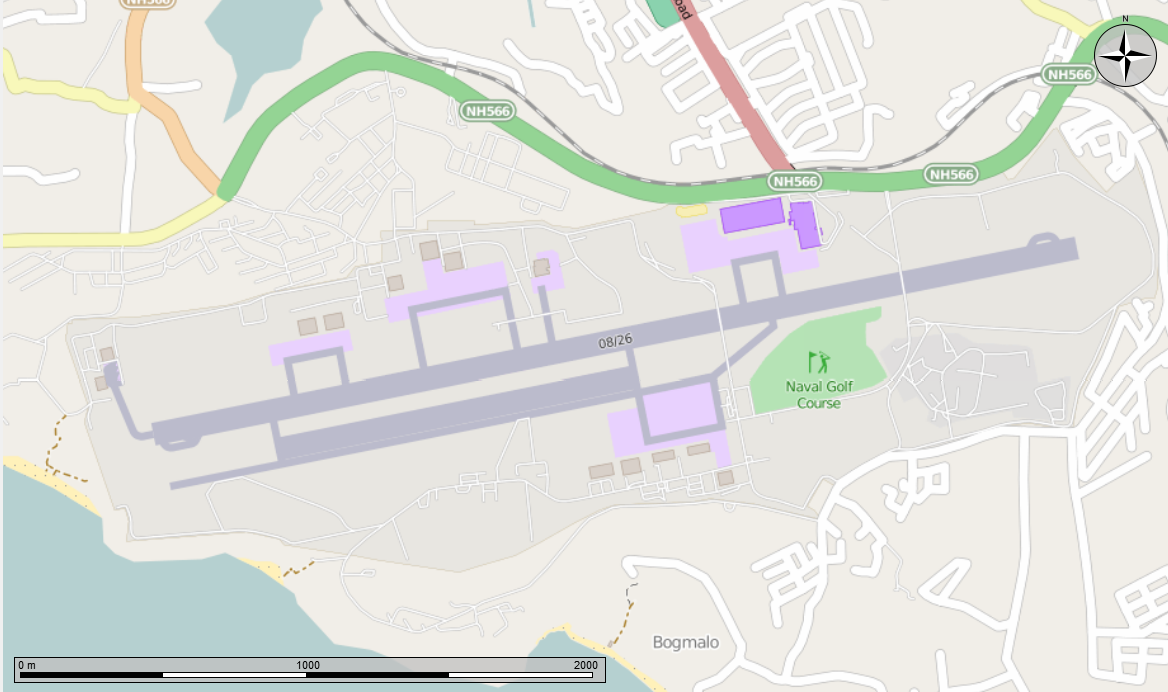
Карта аэропорта

В среднем гоанский аэропорт принимает 700 международных лайнеров в год — 90 % всех чартерных рейсов, прилетающих в Индию в год. Чартерными рейсами в Гоа прибывает/убывает ежегодно 150 000 — 200 000 иностранных туристов. Всего же количество принимаемых Даболимом иностранных туристов составляет 5—10 % ото всех туристов Индии, финансовый показатель составляет 10—15 % валютного притока всей Индии. Количество туристов из Великобритании в сезоне 2007/08 составило 101 000 человек.

## Катастрофы и несчастные случаи
- 1 октября 2002 года два самолёта советской постройки модели Ил-38, принадлежащие ВМС Индии, столкнулись и упали на землю в районе аэропорта Даболим. Погибли 12 моряков, находящихся на борту обоих воздушных судов, и трое гражданских лиц на земле[5].
- 15 октября 2012 года во время захода на посадку с восточной стороны аэропорта «Даболим» потерпел крушение многоцелевой вертолёт «Четак» производства Индии (лицензионная локализованная копия французского Sud-Aviation Alouette III), принадлежавший ВМС Индии. Погибли два пилота и моряк (авиатехник), находящиеся на борту[6].